# Kisamasten

Kisamasten är en 332 meter hög fackverksmast som används för att sända FM-radio och markbundna TV-sändningar nära Folkinge, söder om Kisa i Kinda kommun, Östergötland
Masten är en av tre lika höga master:
- Herrestadmasten i Uddevalla
- Ervastebymasten i Motala

Samt tidigare även:
- Häglaredsmasten i Borås